# Dirrty
Pour les articles homonymes, voir Dirty.
Singles de Christina Aguilera
Lady Marmalade Beautiful
Dirrty est une chanson interprétée par Christina Aguilera et le rappeur Redman. La chanson est écrite par Christina Aguilera, Redman, Jasper Cameron, Balewa Muhammad et Rockwilder. C'est le premier single de l'album Stripped. La chanson a reçu des critiques mitigées de la presse musicale. Elle montre une nouvelle image de la chanteuse surnommée Xtina pour l'occasion.
Dirrty a été nommé au Grammy Awards dans la catégorie (Best Pop Collaboration with Vocals), également nommé au MTV VMA 2003 dans les catégories (Best Female Video), (Best Dance Video''), (Best Pop Video), (Best Choreography).

## Compositions
Christina Aguilera a travaillé avec le producteur de Hip-hop Rockwilder, qui a aussi produit la reprise de Lady Marmalade en 2001. Dans la chanson, Aguilera dit qu'elle va faire la fête toute la nuit, et être obscène.

## Performance dans les charts
Dirrty est classée à la 48e place au Billboard Hot 100 aux États-Unis. La chanson se classe no 1 en Irlande, no 1 au Royaume-Uni, no 2 aux Pays-Bas no 3 en Norvège, no 4 en Allemagne, no 4 en Australie. Dirrty est certifié disque de platine en Australie avec 70 000 copies. Le single est classé 8e en Italie et reste classé 21 semaines dans les charts. La chanson est certifiée disque de platine en Nouvelle-Zélande.

## Vidéo clip
Le clip fut réalisé par David LaChapelle.  Il dépeint ce qui est décrit comme « une orgie post-apocalyptique ». La vidéo s'ouvre avec Christina Aguilera se préparant avant de rentrer à moto dans une boîte de nuit. Vêtue d'un bikini et de jambières, elle est descendue dans une cage et se retrouve dans un ring de boxe où elle danse accompagnée de plusieurs danseuses. Une femme masquée descend dans le ring et engage un combat de boxe avec  elle.  La scène est entrecoupée avec des séquences de la chanteuse en train de danser vêtue d'un haut de bikini et d'une mini jupe.  Le rappeur Redman passe dans un couloir, il croise une femme bodybuildé, une personne à fourrure rose, des femmes se battant dans la boue.  La scène suivant montre Aguilera et ses danseuses évoluant dans l'eau éclaboussant et dansant dans une pièce remplies d'urinoirs, allusion possible à l'ondinisme. 
Le clip connaît le succès dans les programmes de classement vidéo. Il est diffusé dans l'émission Total Request Live sur MTV le 2 octobre 2002, et classé sixième. Il passe pendant 44 jours sur le programme, dont la moitié  au sommet du classement. Aux MTV Video Music Awards de 2003, la vidéo est nommée pour Best Female Video, Best Dance Video, Best Pop Video, et la meilleure chorégraphie. La vidéo demeure  huit semaines sur MuchMusic's Countdown, montant jusqu'à la onzième place.
La vidéo suscite des controverses et montre une nouvelle image publique de Christina Aguilera. Quand Linda Perry vit pour la première fois la vidéo, elle demanda à Aguilera « Tu étais défoncée ? C'est ennuyeux, pourquoi avoir fait ça ? ». Deux semaines après sa première diffusion la vidéo est parodiée par l'actrice vedette de Buffy contre les vampires Sarah Michelle Gellar dans  Saturday Night Live, où elle imite Aguilera déclarant: « Quand les gens verront cette vidéo, ils cesseront de me voir comme une pétasse blonde de l'industrie du bubblegum  et commenceront à penser à moi juste comme une pétasse ». Christina Aguilera déclara plus tard qu'elle avait trouvé la parodie décevante et qu'elle « aurait pu écrire un script plus drôle ». Des protestations ont eu lieu en Thaïlande à propos d'affiche dans le clip avec des inscriptions en langue Thai évoquant le tourisme sexuel et la pédophilie en Thaïlande. LaChapelle affirma qu'il n'avait pas eu connaissance de la significations de ces affiches, et RCA fit retirer la vidéo des programmes de télévisions Thailandaises.

La nouvelle image de Christina Aguilera fut largement rejetée par le public dans la mesure où elle a commencé par éclipser sa musique. Entertainment Weekly l'a décrit comme « la femme reptile la plus vulgaire du monde », et  The Village Voice, la présente comme un « alien  xénomorphe ». Plusieurs artistes, telles que Shakira et Jessica Simpson, ont désapprouvée son image, trouvant « qu'elle va trop loin ».  Time Magazine a déclaré qu' « elle semblait être arrivé sur la scène ... revenant directement d'une convention des prostituées  intergalactiques », ajoutant qu'« elle a obtenu le R extra ». En réponse à la critique:Aguilera déclara sur son image, avoir apprécié  « de jouer et d'expérimenter, de s'être  sentie comme apprivoisée ou aussi barbare »: 

« Lorsque vous êtes audacieuse et ouverte, artistiquement parlant, en musique et en vidéo, tout un tas de personnes se sentent automatiquement menacés par vous, en particulier aux États-Unis...OK j'apparais comme la fille dénudée dans la vidéo, mais si vous regardez plus soigneusement, je suis aussi à l'avant-garde. Je ne suis pas une décervelée dans un clip de rap; je suis en position de pouvoir, commandant tous et toutes autour de moi. Pour prendre de tels risques, c'est, pour moi, la mesure d'une véritable artiste. »

## Performance live
- 2002 : Pop Jam au Japon

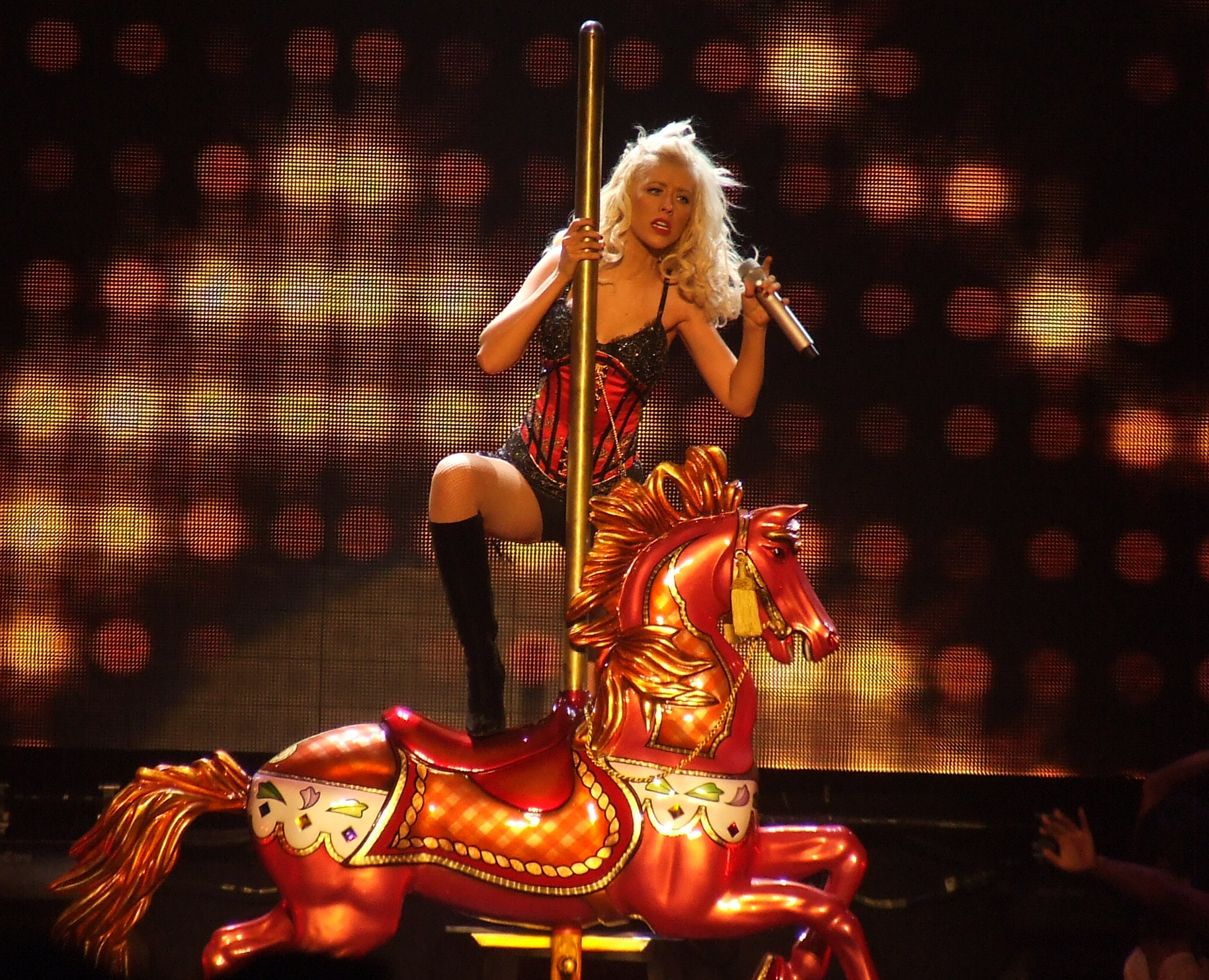
Performance Dirrty, Live Back to Basics Tour

- 2002 : MTV Europe Music Awards (avec Redman)
- 2002 : MTV Stripped In NYC (avec Redman)
- 2003 : MTV Xelebri Launch Party
- 2003 : MTV Mardi Gras (avec Redman)
- 2003 : MTV Video Music Awards (avec Redman)
- 2003 : Stripped World Tour
- 2006-2007 : Back to Basics Tour
- 2010 : VH1 Storrytellers
- 2018 : The Liberation Tour
- 2019 : The Xperiance
- 2019 : The X Tour

## Reprise, Parodie
- Fin 2002, Sarah Michelle Gellar reprend Dirrty au Saturday Night Live.
- En 2020, la chanson a été reprise par Lucy Hale, Ashleigh Murray, Julia Chan et Jonny Beauchamp dans le quatrième épisode de la première saison de la série télévisée Katy Keene[13].

## Tires du Single
1. Dirrty (No Rap Edit)
2. I Will Be
3. Dirrty (Version Album) - avec Redman
4. Dirrty (Vidéo)

## Charts
| Pays (2002)                                  | Position  |
| -------------------------------------------- | --------- |
| États-Unis - Billboard Hot 100               | 48        |
| États-Unis - Billboard Pop 100               | 14        |
| États-Unis - ARC Weekly Top 40               | 11        |
| États-Unis - Billboard Top 40 Mainstream     | 14        |
| États-Unis - Billboard Rhythmic Top 40       | 20        |
| Australie - Australian ARIA Singles Chart    | 4         |
| Autriche - Austrian Singles Chart            | 5         |
| Belgique - Belgian Singles Chart             | 4         |
| Canada - Canadian Singles Chart              | 5         |
| Danemark - Danish Singles Chart              | 4         |
| Pays-Bas - Dutch Top 40                      | 2         |
| Portugal Singles Chart                       | 7         |
| Europe - Eurochart Hot 100 Singles           | 2         |
| Allemagne - German Singles Chart             | 4         |
| Irlande - Irish Singles Chart                | 1         |
| Italie - Italian Singles Chart               | 8         |
| Nouvelle-Zélande - New Zealand Singles Chart | 19        |
| Finlande - Finnish Singles Chart             | 20        |
| Norvège - Norwegian Singles Chart            | 3         |
| Suède - Swedish Singles Chart                | 6         |
| Suisse - Swiss Singles Chart                 | 3         |
| Taïwan Singles Chart                         | 2         |
| Royaume-Uni - UK Singles Chart               | 1         |
| - United World Chart                         | 5         |
| - Ventes (Single & Airplay)                  | 2 575 000 |

## Certifications
Australie certification :  Platine
 Belgique certification :  Or
 Pays-Bas certification :  Or
 Nouvelle-Zélande certification :  Or
 Norvège certification :  Platine
 Suède certification :  Platine
 Suisse certification :  Or
 certification :  Platine